# 唯色

唯色（藏語：འོད་ཟེར་，威利转写：'Od-zer，藏语拼音：Oiser，1966年7月21日— ），全名茨仁唯色（藏語：ཚེ་རིང་འོད་ཟེར་，威利转写：Tshe-ring 'Od-zer，藏语拼音：Cering Oiser，其本人使用 Tsering Woeser 的拉丁字母转写，意为“永恒的光芒”），汉名程文萨，藏人女诗人、作家。生于拉萨，籍贯四川甘孜德格（四川省甘孜藏族自治州德格县）。

## 家庭
唯色1966年7月21日出生於文化大革命中的拉薩，成长于西藏东部康区，并在成都上高中和大学。唯色的祖父是江津汉人，1936年入康区德格，生活四十余年。祖母是康区德格的藏人。唯色的父亲泽仁多吉（汉名程宽德）通藏、漢雙語，1950年初，毛泽东派军入藏，经过其家乡德格（今四川省甘孜藏族自治州）時，13岁的泽仁多吉被他的父親送去入伍 ，随解放军入藏，1950年代中期是少尉，文革时在西藏军区政治部是副团职军官，病故前是拉萨军分区副司令。母亲是日喀则地区的藏人，外曾祖父是拉萨贵族尧西拉鲁家族的管家，外祖父是拉鲁家族的乌郁庄园的谿本即庄园主，外祖母出身日喀则一贵族家庭。 。

## 生平
1988年7月，唯色毕业于成都西南民族学院汉语文系。就职于四川省甘孜藏族自治州《甘孜报》，任记者和编辑。1990年回到西藏拉萨，就职于《西藏文学》杂志社任编辑。
2003年1月，唯色撰写的散文集《西藏笔记》由花城出版社出版。不久该书被中共当局认为有“严重的政治错误”而遭查禁。唯色拒绝接受编辑部及西藏文联的思想教育，拒绝承认错误而离开拉萨。编辑部的上级主管单位西藏自治区文联将其作离职处理，并发表《西藏文联关于唯色新作〈西藏笔记〉的审读意见及其处理建议》对其进行批判。https://www.xizang-zhiye.org/%e8%a5%bf%e8%97%8f%e9%9d%a2%e5%b0%8d%e7%9a%84%e5%85%a9%e7%a8%ae%e5%b8%9d%e5%9c%8b%e4%b8%bb%e7%be%a9/ （页面存档备份，存于）
唯色被逐出体制，被剥夺社会保险等公民权利，成为独立写作者。无法获得护照旅行，长期遭受当局监控，成为中国境内的流亡藏人。
2004年底，与中国作家王力雄结婚。
从1999年起，唯色依据其父亲泽仁多吉于西藏文革期间（主要集中在1966至1970年）所拍摄的近三百张照片，在拉萨、北京等地访谈70多人，历时六年多，于2006年即文化大革命四十周年，由台湾大块文化公司出版图文书《杀劫》，同时出版口述西藏文革的《西藏记忆》。这两本书被认为是“西藏文革研究的破冰之作”，“文革研究的西藏部分因此不再空白”，“两本互为表里的书提供了前所未见的研究文革期间西藏情况的影像和第一手素材。”《杀劫》并获台湾《中国时报》2006年度中文创作类十大好书奖，迄今已被译为藏文、日文、英文和韩文。中文版于2016年和2023年出版修订补充版。唯色就书名《杀劫》解释：“‘杀劫’是藏语‘革命’的谐音，藏语‘文化’的谐音是汉语的‘人类’。藏语‘文化大革命’的发音是汉语的‘人类杀劫’”。

## 获奖
- 2001年，获中国第七届少数民族文学骏马奖。[7]
- 2005年、2009年，两度获人权观察颁发的赫尔曼-哈米特奖 （Hellman/Hammett grant）。https://www.hrw.org/news/2009/10/11/banned-censored-harassed-and-jailed （页面存档备份，存于）
- 2007年，获印度的西藏记者协会颁发的“无畏言论者”奖（Fearless Speaker Award）和挪威作家联盟颁发的“自由表达奖”（Freedom of Expression Prize）。[8]
- 2008年，获美国笔会表彰。
- 2010年3月20日，获独立中文笔会第五届林昭纪念奖，但她因无法得到出境手续，而未能前往香港领奖。[9]
- 2010年5月10日，获国际妇女传媒基金会（International Women's Media Foundation，IWMF）2010年度新闻勇气奖。[10]
- 2011年，获荷兰克劳斯亲王基金会颁发的克劳斯亲王奖。[11]
- 2012年5月，获德国之声博客大赛“记者无疆界”公众奖。
- 2013年3月，獲美國國務院頒發的國際婦女勇氣獎。https://www.voachinese.com/a/1617937.html （页面存档备份，存于）
- 2014年，澳大利亚汉藏民间交流促进会授予唯色、王力雄第二届“促进汉藏民间交流奖”。[12]

## 作品
- 诗集《西藏在上》，1999年，青海人民出版社
- 散文集《西藏笔记》（後改名為《名為西藏的詩》於台灣出版），2003年，广州花城出版社
- 《绛红色的地图》，2003年，台湾时英文化
- 《绛红色的地图》，2004年2月，中国旅游出版社
- . 台湾: 大块文化. 2006年1月. ISBN 9867291840.台湾大块文化2006年出版，2016年出版新版。[13]被翻译为日文版（2009年）、藏文版（2009年）。[14]
- . 台湾: 大塊文化. 2006年1月. ISBN 978-986-7291-90-5.
- 访谈集《西藏记忆》，2006年1月，台湾大块文化。Forbidden Memory: Tibet During the Cultural Revolution
- . 香港: 大風出版社. 2007年4月1日. ISBN 978-988-99725-2-3.
- 《看不見的西藏》，2008年1月，台湾大块文化
- 《雪域的白》，2009，唐山出版社
- 《鼠年雪獅吼：2008年西藏事件大事紀》，2009，允晨文化
- 《聽說西藏：發自西藏現場的獨立聲音》（與王力雄合著），2009，大塊文化
- 《西藏：2008》，2011，聯經出版公司
- 《圖伯特這幾年：聽說西藏之二》（與王力雄合著），2012，允晨文化
- . 雪域出版社. 2013年7月. ISBN 978-986-87535-9-4.
- . 台湾: 大塊文化. 2015年3月1日. ISBN 978-986-213-591-4.
- . 雪域出版社. 2015年10月. ISBN 978-986-89868-7-9.
- 《樂土背後：真實西藏》，2016，時報文化
- 《絳紅廢墟》，2017，大塊文化
- 《無間空白》，2018，雪域出版社
- 《阿尼瑪卿，阿尼瑪卿》，2020，雪域出版社
- 《疫年記西藏：當我們談論天花時我們在談論什麼》，2021，大塊文化

完整的作品和译著有：
- 诗集《西藏在上》（青海人民出版社，1999年）

- 散文集《西藏笔记》（花城出版社，2003年，被查禁）

- 游记《西藏：绛红色的地图》（台湾时英出版社，2003年）

- 图文游记《绛红色的地图》（中国旅游出版社，2004年，被查禁）

- 文革在西藏的历史影像及其评述《杀劫》（台湾大块文化出版公司，2006年，获《中国时报》2006年度中文创作类十大好书奖）

- 文革在西藏的口述史《西藏记忆》（台湾大块文化出版公司，2006年）

- 被禁《西藏笔记》的修订新版《名为西藏的诗》（台湾大块文化出版公司，2006年）

- 故事集《念珠中的故事》（香港大风出版社，2007年）

- 图文集《看不见的西藏》（台湾大块文化出版公司，2008年）

- 2008年西藏事件大事记《鼠年雪狮吼》（台湾允晨出版社，2009年）

- 诗集《雪域的白》（《大陆先锋诗丛Ⅱ》，台湾唐山出版社，2009年）

- 与王力雄的时评合集《听说西藏》（台湾大块文化出版公司，2009年）

- 故事集《西藏：2008》（台湾联经出版公司，2011年）

- 与王力雄的时评合集《图伯特这几年》（台湾允晨出版社，2012年）

- 记录与评论《自焚藏人档案》（台湾雪域出版社，2013年）

- 记录与评论《西藏火凤凰》（台湾大块文化出版公司，2015年）

- 记录与评论《仁波切之殇》（台湾雪域出版社，2015年）

- 时评集《乐土背后》（台湾时报文化，2016年）

- 文革在西藏的历史影像及其评述《杀劫》文革五十周年纪念新版（台湾大块文化出版公司，2016年）

- 散文集《绛红废墟》（台湾大块文化出版公司，2017年）

- 口述与访谈《无间空白》（台湾雪域出版社，2018年）

- 诗集《阿尼玛卿，阿尼玛卿》（台湾雪域出版社，2020年）

- 散文/故事/诗集《疫年记西藏》（台湾大块文化出版公司，2021年）

- 文革在西藏的历史影像及其评述《杀劫》2023年全新修订版（台湾大块文化出版公司，2023年）

- 诗集《疫》（香港Liker Land，NFT书，2024年1月）

- 诗集《拉萨烈日下》（台湾/香港2046出版社，2024年1月）

译著
- 与王力雄的文章合集英文版《Unlocking Tibet》（瑞士，多人翻译，2005年）

- 藏文版《名为西藏的诗》（印度，译者吉姆措、达拉嘉、安乐业，由设于印度的综合文化编辑中心出版，2006年）

- 英文诗集《Tibet's True Heart》（美国，译者A.E. Clark， Ragged Banner Press出版，2008年）

- 加泰罗尼亚文时评集《西藏：打破沉默》（西班牙，Pagès Editors出版，2008年）

- 西班牙文时评集《西藏：打破沉默》（西班牙，Milenio出版，2009年）

- 藏文版《鼠年雪狮吼：2008年西藏事件大事记》（印度，译者吐蕃编译室，2009年）

- 德文版《Ihr habt die Gewehre, icheinen Stift》（即《鼠年雪狮吼》）（德国，Lungta Verlag出版，2009年）

- 日文版《杀劫-镜头下的西藏文革》（日本，译者藤野彰、刘燕子，集广舍出版，2009年）

- 藏文版《杀劫》（印度，译者卓嘎，挪威西藏委员会支持出版，2009年）

- 法文版《西藏记忆》（法国，译者张莉、Bernard，Gallimard出版，2010年）

- 日文版《图伯特的秘密》（日本，译者刘燕子兼及文论解说，集广舍出版，2012年）

- 法文版《Immolations in Tibet: The shame of the world》（西藏的自焚—世界的耻辱）（法国，Indigène éditions首版，2013年）

- 英文版《Voices from Tibet》（Selected Essays and Reportage by Tsering Woeser and Wang Lixiong）（香港大学出版社和夏威夷大学出版社联合出版，译者Violet S. Law，2013年）

- 波兰文版《Niewidoczny Tybet》（波兰，Dialog出版，2013年）

- 捷克文版诗集《西藏的真心》（捷克，Penklub 和 People in Need 图书馆出版，2014年）

- 捷克文版《西藏笔记》（捷克，译者Kamila Hladikova，Verzone出版，2015年）

- 英文版《Tibet on Fire》（美国，译者Kevin Carrico，Verso出版，2016年）

- 波兰文版《Tybet Plonie》（波兰，Dialog出版，2017年）

- 英文版《Forbidden Memory: Tibet during the Cultural Revolution》（美国，译者SuSan Chen，修订者Robert Barnett，Potomac Books出版，2020年）

- 法文版诗集《Amnyé Machen, Amnyé Machen》（法国，译者Brigitte Duzan、Valentina Peluso，修订者Katia Buffetrille，Jentayu出版，2023年）

- 韩文版《杀劫》（2025年即将在韩国出版）

- 日文版最新修订版《杀劫-镜头下的西藏文革》（日本，译者藤野彰、刘燕子，集广舍出版，2025年即将出版）

另有诗歌、散文、小说、时评等选入十多种选集，曾在中国多家出版社出版，且被译为藏文、英文、法文、德文、西班牙文、挪威文、日文、芬兰文、丹麦文、加泰罗尼亚文、意大利文、保加利亚文等多种文字。俄文版《西藏笔记》原拟于2022年在俄罗斯出版，因俄罗斯侵略乌克兰战争，取消出版。